# 3-idrossibutirrato deidrogenasi
La 3-idrossibutirrato deidrogenasi è un enzima appartenente alla classe delle ossidoreduttasi, che catalizza la seguente reazione:
(D)-3-idrossibutanoato + NAD+ ⇄ acetoacetato + NADH + H+
Ossida anche altri acidi 3-idrossimonocarbossilici.